# Suely Kofes
Suely Kofes (Brasil, años cuarenta) es una antropóloga brasileña, profesora titular en el Departamento de Antropología del IFCH (Instituto de Filosofía y Ciencias Humanas) de la Unicamp (Universidad Estatal de Campinas).
Sus investigaciones tratan acerca de la construcción, la legitimación y la reproducción de las identidades culturales. Su libro Uma trajetória em narrativas (‘una trayectoria en narrativas’) cuenta la historia de Consuelo Caiado, una mujer que participó en la escena pública en la antigua capital de Goiás y posteriormente fue olvidada, exiliada a la categoría de «recuerdo privado» en las relaciones sociales de la ciudad. El estudio incluye un análisis detallado del método biográfico y su interacción con la etnografía. El libro recupera el importante debate sobre la trayectoria, y a partir de la historia de Consuelo Caiado replantea las relaciones entre la memoria y el olvido.

## Estudios
En 1967 ingresó en la UFGo (Universidad Federal de Goiás), donde obtuvo en 1970 su licenciatura en Historia.
Entre 1972 y 1976 realizó una maestría en Antropología Social por la UNICAMP. Su tesis de maestría fue Entre nós, os pobres, eles: os negros (‘entre nosotros, los pobres, ellos: los negros’).

Entre 1977 y 1979 ―becada por el CNPq (Consejo Nacional de Desarrollo Científico y Tecnológico)― estudió en la École des Hautes Études en Sciences Sociales (Escuela de Estudios Superiores en Ciencias Sociales), en París, donde obtuvo un DEA (diploma de estudios avanzados) en Ciencias Sociales.
Entre 1986 y 1990 obtuvo su doctorado en Antropología Social en la USP (Universidad de São Paulo), donde defendió la tesis Mulher, Mulheres: diferença e identidade nas armadilhas da igualdade e desigualdade: interação e relação entre patroas e empregadas domésticas (‘mujer, mujeres: diferencia e identidad en las trampas de la igualdad y la desigualdad: interacción y relación entre patronas y empleadas domésticas’).
Obtuvo un permiso de Livre-Docência (profesorado universitario) en concurso en la Unicamp (Universidad de Campinas), con la tesis Uma trajetória, em narrativas.
Entre 1999 y 2000 ―becada por la CAPES (Coordenação de Aperfeiçoamento de Pessoal de Nivel Superior)― obtuvo un posdoctorado en calidad de profesora visitante en la Universidad Autónoma de Barcelona (España) y en la Universidad de Cambridge (Reino Unido).
Es miembro de la Associação Brasileira de Antropología (ABA), de la Associación Europea de Antropólogos Sociales (EASA); del Claire Hall College (Cambridge) y de la Congregación del IFCH.
Orienta investigaciones de alumnos en distintas fases de formación (graduación, maestría y doctorado), que se sitúan, en sus líneas de investigación, en el campo de la antropología y de las ciencias sociales.
Coordina un grupo de investigación en el CNPq, llamado «Narrativas, eventos, trajetórias e experiências», que reúne a maestrandos, doctorandos y una posdoctoranda bajo su supervisión.

## Disciplinas en las que ha trabajado
- Género y feminismo.[5]
- Estudios sobre raza y género
- Antropología política: nociones de lo político y del poder y la alteridad como un desafío a la constitución y el análisis de lo político.
- Biografías, trayectorias, carreras, narrativas y experiencias
- Choques entre la antropología social y los estudios culturales, la etnografía y las sociedades modernas.
- Estudios de la cultura y teoría social
- Historia y teoría antropológica: estructuralismo y posestructuralismo.
- La masonería contemporánea (proyecto de investigación actual, financiado por la FAPESP).[5]
- Mito y ritual.
- Política y alteridad: sentidos y valores
- Práctica etnográfica y método biográfico
- Procesos de diferenciación y reconocimiento identitarios
- Teoría e historia de la antropología: a partir del totemismo.

## Trabajos[5]
- Investigadora del Núcleo Estudos Gênero - PAGU, la UNICAMP.
- Miembro de la Associação Brasileira de Antropología (ABA).
- Miembro del consejo editorial de las siguientes revistas:
  - Revista de Estudos AfroAsiáticos, Universidad Cândido Mendes
  - Revista Estudos Feministas, UFSC
  - Cadernos PAGU, UNICAMP
  - Revista Anuário Antropológico.
  - Cadernos de Campo, USP
  - Revista de Antropología, USP
- Asesora ad hoc de CAPES, CNPQ y FAPESP.

## Artículos disponibles[4]
- «Uma entrevista na reportagem: a curiosa vida política dos símbolos», por Yurij Castelfranchi, en ComCiência - Revista Eletrônica de Jornalismo Científico, 2006.
- «Sugestões para uma discussão sobre identidade», en Travessia. Lisboa (Portugal), vol. 4/5, págs. 289-295, 2004.
- «Desigualdade de Gênero. Praia Vermelha - Estudos de Política e Teoría Social, UFRJ-Río de Janeiro, vol. 8, págs. 136-147, 2003.
- «A bela esquina: gênero e feminismo», en revista Estudos Feministas. Florianópolis: UFSC (Universidad Federal de Santa Catarina), vol. 9, págs. 269-274, 2001.
- Memórias de “Historias Femininas, Memórias e Experiências”, con A. Piscitelli, en Cadernos Pagu. Campinas, vol. 8, págs. 343-354, 1997.
- «Apresentação», en Cadernos Pagú. Campinas, vol. 6, págs. 5-8, 1997.
- «Comentários sobre a revista “Raça Brasil”», en Cadernos Pagú. Campinas, vol. 6, págs. 297-301, 1996.

## Producción antropológica
- 1976: Entre nós, os pobres, eles, os negros.
- 1991: Diferença e identidade nas armadilhas da igualdade e desigualdade: interação e relação entre patroas e empregadas domésticas.
- 1998: «Experiencias sociales, interpretaciones individuales: posilibidades y límites de las historias de vida en las Ciencias Sociales» (traducido por Luis Sendoya), págs. 82 a 99 del libro Los usos de la historia de vida en las ciencias sociales, número 1, editado por Thierry Lulle, Pilar Vargas y Lucero Zamudio. Barcelona y Bogotá: Anthropos Editorial y Universidad Externado de Colombia, 1998.

Tiene dos libros publicados:
- 2001: Uma trajetória, em narrativas. Campinas: Mercado de Letras, primera edición, 2001. 192 páginas..
- 2001: Mulher, mulheres, a relação entre patroas e empregadas domésticas. A identidade nas armadilhas da diferença e da desigualdade. Campinas: Editora da Unicamp, primera edición, 2001. 430 páginas.[8]